# Кућа Радована Ранковића у Сремским Михаљевцима
Кућа Радована Ранковића у Сремским Михаљевцима је грађевина и непокретно добро као споменик културе Републике Србије. Налази се у селу Сремски Михаљевци. За културно добро кућа је проглашена 1949. године а у централни регистар уписана је 1999.